# Пиетро Бадолио
Пиетро Бадолио, маркиз на Саботино (на италиански: Pietro Badoglio, правилното произношение е Бадольо), е италиански маршал и политик, министър-председател на страната (1943 – 1944). Един от дейните противници и участник в свалянето на фашисткия режим на Бенито Мусолини, както и инициатор на подписването на примирие на Италия с антихитлеристката коалиция и участие на Италия във войната срещу Нацистка Германия.

## Биография
Роден е в Грацано Монферато на 29 юли 1871 г. Завършва военната академия в Торино, участва в кампаниите от 1896 г. в Еритрея и в Либия от 1912 г. Става сенатор през 1919 г.
В периода 1929 – 1933 г. е генерал-губернатор на тогавашната италианска колония Либия. След това заема поста на главнокомандуващ на италианската армия по време на т.нар. Абисинска война, по време на която използва във военните действия и боен газ. След завладяването на Абисиния става вицекрал на т.нар. Италианска Източна Африка получавайки титлата „херцог на Адис Абеба“, а през 1929 г. е вече началник на Генералния щаб. Противник на влизането на Италия във Втората световна война на страната на Германия.
След дебаркирането на американските войски в Сицилия през 1943 г. спомага за разтрогването на съюза с Нацистка Германия. През лятото на 1943 г. е активен участник в свалянето на Бенито Мусолини, благодарение на което на 24 юли 1943 г. е обявен за министър-председател. През август 1943 г. води преговорите със съюзниците а през септември 1943 г. дава мандат на генерал Джузепе Кастелано, който подписва Примирието на Италия с антихитлеристката коалиция, което е обявено на 8 септември 1943 г. официално. Следва окупация на Северна и Централна Италия от германските войски на 13 октомври 1943 г. Италия обявява война на Нацистка Германия. Бадолио заедно с крал Виктор Емануил III, правителството и върховното главно командване, придружени от италиански военни части още през септември 1943 г. бягат на кораби в Бриндизи, където се установява столицата на Кралство Италия до 4 юни 1944 г. когато след освобождението на Рим от хитлеристка окупация той отново става столица на Италия. През 1943 – 1944 г. маршал Бадолио ръководи участието на италианската армия във войната срещу Германия на страната на антихитлеристката коалиция. През юни 1944 г. е сменен на премиерския пост от социалиста Иваное Бономи.
През 1945 г. поради предишната си съвместна работа с фашистите е изключен от Сената, но е реабилитиран през 1947 г. Умира в родното си място през 1956 г.
През 1957 г. българският превод на книгата му „Войната в Етиопия 1935 – 1936“ (1939) е включен в Списъка на вредната литература.